# Józef Tuân
Św. Józef Tuân (wiet. Giuse Tuân) (ur. ok. 1811 lub 1821 r. w Trần Xá, prowincja Hưng Yên w Wietnamie – zm. 30 kwietnia 1861 r. w Hưng Yên w Wietnamie) – dominikanin, męczennik, święty Kościoła katolickiego.
Józef Tuân pochodził z biednej rodziny. Wstąpił do zakonu dominikanów. Podczas prześladowań został zdradzony przez chrześcijanina odstępcę. Torturowano go, a następnie został ścięty 30 kwietnia 1861 r.
Dzień wspomnienia: 24 listopada w grupie 117 męczenników wietnamskich.
Beatyfikowany 29 kwietnia 1951 r. przez Piusa XII. Kanonizowany przez Jana Pawła II 19 czerwca 1988 r. w grupie 117 męczenników wietnamskich.